# Madame Hyde
Madame Hyde es el nombre de una película de drama francesa dirigida por Serge Bozon y estrenada en 2017. Fue protagonizada por Isabelle Huppert, José García y Romain Duris. La película fue seleccionada para competir en el Festival de Locarno .

## Sinopsis
Madame Géquil es una excéntrica profesora que trabaja en una escuela secundaria técnica de París. Ella es despreciada tanto por sus compañeros de trabajo como por sus alumnos, pero su débil actitud hará que siga soportándolos. Una noche de tormenta, un rayo la alcanza y pierde el conocimiento; cuando recobra el sentido, Madame Géquil se siente completamente cambiada. Luego, ella tendrá que controlar a la poderosa y amenazadora Madame Hyde que habita en su interior.

## Reparto
- Isabelle Huppert como Marie Géquil.
- Romain Duris como el director.
- José García como Pierre Géquil.
- Adda Senani como Malik.
- Patricia Barzyk como la vecina.
- Guillaume Verdier como el aprendiz de Marie.
- Pierre Léoncomo el inspector.
- Karole Rocher como la colega.
- François Négret como el nuevoprofesor.
- Charlotte Very como la profesora de francés.
- Roxane Arnal y Angèle Metzger como las delegadas de la clase.

## Recepción
En el sitio web de reseñas Rotten Tomatoes, la película tiene una calificación de aprobación del 46% en base a 24 revisiones, y una calificación promedio de 5.4 / 10.  En Metacritic, la película tiene un puntaje promedio ponderado de 60 de 100, basado en 15 críticas, lo que indica "críticas mixtas o promedio".
"Huppert continúa en estado de gracia (...) otra delirante apuesta como director de Serge Bozon." dijo Diego Batlle de Diario La Nación."Excéntrica y ocasionalmente hilarante, es otra creación Bozoniana única (...) Huppert parece disfrutar la oportunidad de interpretar a alguien prácticamente invisible y espectacularmente poco espectacular" dijo Boyd van Hoeij de The Hollywood Reporter.